# Jens Asby
Jens Poul Asby (* 23. April 1912 in Hellerup als Pedersen; † 4. Oktober 2003) war ein dänischer Schauspieler.

## Leben
Jens Asby wurde 1912 in Hellerup geboren.
Am 9. Februar 1942 trat er der Dänischen Nationalsozialistischen Arbeiterpartei bei. Asby nahm 1941 an einer Revue in Hornbæk teil, hinter der Sejr Volmer-Sørensen stand. Als sich herausstellte, dass er und Gerda Madsen Nazis waren, musste das Stück abgesetzt werden. 1942 inszenierten Madsen und Asby eine Revue im Frederiksberg-Theater, die von Nazi-Deutschland finanziert wurde.
1939 hatte Asby bei dem Film Den gamle præst erstmals eine Rolle inne.
Jens Asby heiratete am 15. Juli 1939 im Kopenhagener Rathaus die Schauspielerin Gertrud Johnsen (* 1907). Später wurde die Ehe geschieden.

## Filmografie
- 1939: Den gamle præst (Den Gamle Praest)
- 1940: Vagabonden
- 1941: En mand af betydning
- 1941: Wienerbarnet
- 1942: Natekspressen P903 (Natekspressen (P. 903))
- 1943: Kriminalassistent Bloch
- 1945: Heidesommer
- 1958: Der Mann, der nicht nein sagen konnte